# Olímpico Clube
El Olímpico Clube es un equipo de fútbol de Brasil que actualmente se encuentra inactivo. En los años 1960 participó en el campeonato Brasileño de Serie A, la primera división nacional.

## Historia
Fue fundado el 17 de octubre de 1938 en la ciudad de Manaus, capital del Estado de Amazonas considerado como un Club de Élite y era conocido como El Equipo de los Cinco Aros. Fue uno de los equipos fundadores de la Federación Amazonense de Fútbol.
En 1944 ganó el Campeonato Amazonense por primera vez venciendo en la final al Río Negro, repitiendo en 1947 al vencer a Nacional Fast Clube, dos títulos estatales en la década de los años 1940 y perdió las finales de 1943 contra el Río Negro y de 1946 contra Nacional Fast Clube.
Posteriormente pasaron varios años sin lograr nada incluso después de la entrada del profesionalismo al Campeonato Amazonense en 1964, la cual se cortó en 1967 cuando ganaron su tercer título estatal al vencer en la final al Nacional Fast Clube con un equipo reforzado con varios jugadores provenientes de Río de Janeiro, su primer título profesional y también su primera clasificación al Campeonato Brasileño de Serie A, la primera división nacional.
Su primera aparición a nivel nacional en la entonces llamada Taça Brasil de 1968 fue eliminado en la primera ronda al finalizar en último lugar de su grupo finalizando en el lugar 17 entre 21 equipos. En ese año no pudo repetir como campeón estatal y pierde la final contra el Nacional Futebol Clube. Dos años después la institución desactiva su sección de fútbol por problemas para compensar la inversión hecha en 1967.
En 2007 el club regresa a los torneos estatales en la segunda división, donde tuvieron varios resultados negativos e incluso no llegaron a jugar un partido a Manicoré por problemas climáticos, argumento que no fue suficiente para la Federación Amazonense y el club fue suspendido por dos años, algo que fue un poco drástico según analistas deportivos, sobre todo por las dificultades que existían en el camino entre los municipios de Manaus y Manicoré. Desde entonces el club ha estado inactivo.

## Récords
Hasta la fecha el club posee un récord dentro del Campeonato Amazonense, el cual fue conseguido por Quinha, su delantero que anotó nueve goles el 28 de diciembre de 1957 en un partido en el Campeonato Amazonense que terminó con victoria de 14-1 ante el Independência Football Club.

## Palmarés
- Campeonato Amazonense: 3

1944, 1947, 1967
- Copa Amazonas: 1

1967
- Torneo Inicio de Amazonas: 2

1944, 1947

## Jugadores

### Jugadores destacados
- Ademir Barbosa